# Бурнаевский, Игорь Сергеевич
Игорь Сергеевич Бурнаевский (род. 27 апреля 1991, Ульяновск) — мастер спорта, судья первой категории по игре Го. Является руководителем онлайн Го-клуба «Гудзуми-Юсей». Стример и комментатор на канале Российской Федерации Го в YouTube.

## Биография
Родился и вырос в г. Ульяновске, закончил авторский лицей № 90 с серебряной медалью.
В 15 лет познакомился с игрой в Го. Обучался игре самостоятельно по книгам и KGS.
В 17 лет переехал в Москву и поступил в Московский Институт Электронной Техники (НИУ «МИЭТ») на факультет электроники и компьютерных технологий, кафедра биомедицинских систем.
Закончил магистратуру с красным дипломом. За время учебы опубликовал свыше 30 научных работ, включая 5 статьей в журналах из списка ВАК, основное направление деятельности во время учебы — однофотонная эмиссионная томография.
Основал онлайн Го-клуб «Гудзуми-Юсей» в 2018 году.
В настоящее время работает тестировщиком ПО.

## Личные достижения
- Мастер спорта
- Спортивный судья первой категории.